# Marta Reina Izquiano
Marta Reina Izquiano (Badalona, 10 de noviembre de 1970) es una activista por los derechos LGBTI española y especialista en medicina tradicional china.  

## Biografía
Experta en el campo del análisis y falsedad documental, en 2016 fue la primera mozo transexual en Cataluña. Estuvo en el cuerpo de Mozos de Escuadra hasta 2023. Parte de su activismo LGTBI ha girado en torno a la vaginoplastia y la técnica ambigua en España.
De 2014 a 2020 estuvo en Podemos y en Mas País. En 2017 fue responsable de políticas LGTBI del partido y fundadora del círculo sectorial de políticas de seguridad en Cataluña. Forma parte del consejo nacional LGTBI de Cataluña. 
En 2018 postuló a las primarias de Cataluña con la candidatura Contigo si se puede y también a las municipales de Barcelona con la candidatura Por el derecho a la ciudad. También se presentó como candidata a las elecciones generales de abril de 2019 en el Congreso de los Diputados y al Senado por Cataluña.
Leyó el manifiesto Personas trans, tan común es como diversxs en la Fiesta del Orgullo Gay de Barcelona 2016. El 28 de octubre de 2019 fue operada de cirugía de reasignación de sexo en el Hospital Universitario de Bellvitge, tras una demanda judicial impuesta al Servicio Catalán de la Salud para saber su lugar en la lista de espera.
Desde 2023 vive en China, se ha especializado en medicina tradicional china y ha escrito el libro autobiográfico Viviendo sin tí.